# Летња универзијада 2009.
XXV Летња универзијада 2009. је одржана у Београду од 1. јула до 12. јула 2009. године. Отварање Универзијаде и главни такмичења су се одржали у Београдској арени, а у неким осталим спортовима и у Земуну, Зрењанину, Панчеву, Обреновцу, Новом Саду, Смедереву и Вршцу.
Учествовало је око 6.300 такмичара из 145 земљаља, који су се такмичили у 15 спортова.
Одлука да се Летња универзијада 2009. одржи у Београду донета је 19. јануара 2005. у Инзбруку. Београд је изабран у конкуренцији Монтереја из Мексика и Познања из Пољске.

## Надметање за домаћинство
Београд је требало да буде домаћин Летње универзијаде 1975., али је организатор, Универзитетски савез за физичку културу Југославије, отказао је домаћинство у последњи час и тадашњи председник Фису Примо Небиоло је имао је само толико времена да у Риму организује Универзијаду у атлетици. За организацију такмичења у осталим спортовима, као и смештаја и транспорта учесника, није било времена.
Кандидатуре за домаћина Летње универзијаде 2009. поднете су почетком 2004. Поред Београда, кандидатуре су поднели мексички град Монтереј и пољски Познањ. У корист Београда су ишле бројни спортски догађаји који су се одржали 2005, 2006. и 2007. као што су Европско првенство у кошарци 2005., Европско првенство у одбојци 2005., Европско првенство у ватерполу 2006. и Европски олимпијски фестивал младих 2007. Београд је раније два пута неуспешно конкурисао за домаћина летњих олимпијских игара 1992. и 1996.
На церемонији одржаној 19. јануара 2005. у Инзбруку током Зимске универзијаде 2005., Београд је изабран за домаћина Летње универзијаде 2009.

## Припреме
Планирано је да се на Универзијади такмичи 13.000 спортиста у 21 спорту, али се од тога одустало због великих трошкова и потребе за смештај већег броја учесника. Из истих разлога церемоније отварања изатварања ће се одржати у Београдској арени, док су у списак објеката у ком ће се одржати такмичења уврштени и спортски објекти и из Војводине.
Због спорних одлука разрешен је директор Универзијаде, а његове дужности обављао је потпредседник Владе Србије Божидар Ђелић.
Изглед медаља које су додељене спортистима дизајнирали су студенти Факултета примењених уметности Нина Вујасин, Јована Петковић и Марко Станковић, а израдила их је ковница Народне банке Србије.
Одржавање Универзијаде је утицало на планове наставе београдских факултета, јер се предавања морају окончати до 1. јуна, а испитни рок најкасније 20 дана касније, када ће корисници студентских домова морати да се иселе. Због одржавања Универзијаде пријемни испити на факултетима ће морати променити место одржавања.

### Универзитетско село
Сви учесници Универзијаде су боравили у Универзитетском селу (популарно звано Белвил). Село се налази на Новом Београду, на 15 km од аеродрома Никола Тесла и 6 km од центра града и било је специјално изграђено за ово такмичење. Чини га 14 стамбених зграда са 1858 модерних станова, пословне зи управне зграда на површини од 15 ha. Свака зграда у стамбеном делу је добила име по неком цвету.
У склопу припрема за Универзијаду расељен је део ромског становништва из нехигијенског насеља прекопута Универзитетског села.
Универзитетско село је свечано отворено 24. јуна 2009.
- Изградња Универзитетског села
- Универзитетско село

### Волонтери
Београд је пре Универзијаде био организатор два велика догађаја, Европског олимпијског фестивала младих 2007. и Песме Евровизије 2008. и том приликом је почела да се организује волонтерска мрежа, на којој су се пријавили око 16.000 волонтера.
На Универзијади су такође као специјални гости волонтирали и 160 волонтера из руске републике Татарстан, у склопу припрема Казања за Летњу универзијаду 2013.

### Маскота
Маскота Летње универзијаде 2009. је врабац, пошто је ова птица симбол Београда. На конкурсу који је расписан за име, највише гласова је добио предлог да се маскота зове Срба, испред имена Цврле и Џивџан.

## Дворане
Летња универзијада 2009. одржала се на 59 борилишта у Београду, Земуну, Панчеву, Обреновцу, Новом Саду, Смедереву и Вршцу. Церемонија отварања и затварања су одржани у Београдској арени. Планирано је било да се отварање и затварање Универзијаде одржи на Стадиону Црвена звезда, али се од тога одустало због високих трошкова.
Такмичења у ватерполу и одбојци су се одржали у Обреновцу, док у Панчеву и Вршцу кошаркашка такмичења и у Новом Саду и Инђију одбојкашка. Првобитно је планирано је да се за Универзијаду изграде спортски објекти у Инђији и Зрењанину, али хала у Инђији још није била довршена до Универзијаде.
| Објект                                        | Спорт               | Намена              |
| Стадион Црвена звезда                         | атлетика            | такмичења           |
| Војна академија                               | атлетика            | тренинзи            |
| Београдски сајам, хала 1                      | ритмичка гимнастика |                     |
| Београдски сајам, хала 4                      | ритмичка гимнастика |                     |
| Градски центар за физичку културу (Стари ДИФ) | ритмичка гимнастика |                     |
| Ледена дворана Пионир                         | ритмичка гимнастика |                     |
| Београдски сајам, Хала 3                      | џудо                |                     |
| Војна академија                               | џудо                |                     |
| Републички завод за спорт                     | скокови у воду      |                     |
| Стадион ФК Инђија                             | фудбал              |                     |
| Стадион ФК Партизан                           | фудбал              |                     |
| Стадион ФК Смедерево                          | фудбал              |                     |
| Стадион ФК Вождовац                           | фудбал              |                     |
| Стадион ФК Земун                              | фудбал              |                     |
| Стадион ФК Железник                           | фудбал              |                     |
| Стадион ФК ОФК Београд                        | фудбал              |                     |
| СЦ Телеоптик                                  | фудбал              |                     |
| Стадион ФК Колубара                           | фудбал              |                     |
| Стадион ФК Обилић                             | фудбал              |                     |
| Стадион ФК Раднички Југопетрол                | фудбал              |                     |
| Стадион ФК Срем Јаково                        | фудбал              |                     |
| СЦ МУП Србије                                 | фудбал              |                     |
| СЦ Вождовац (Бањица)                          | одбојка             |                     |
| СХ Колубара                                   | одбојка             |                     |
| СХ Пионир                                     | одбојка             |                     |
| СХ Раднички                                   | одбојка             |                     |
| СХ Смедерево                                  | одбојка             |                     |
| СХ Стара Пазова                               | одбојка             |                     |
| СХ Визура                                     | одбојка             |                     |
| СПЦ Спенс                                     | одбојка             |                     |
| Београдски сајам, хала 4                      | стони тенис         |                     |
| Београдски сајам, хала 5                      | стони тенис         |                     |
| Београдски сајам, хала 6                      | стони тенис         |                     |
| Београдски сајам, Хала 1                      | гимнастика          |                     |
| Београдски сајам, Хала 4                      | гимнастика          |                     |
| Војна академија                               | стреличарство       | такмичења, тренинзи |
| Стадион ФК Рад                                | стреличарство       | тренинзи            |
| Београдски сајам, хала 2                      | мачевање            |                     |
| СЦ Милан Гале Мушкатировић                    | тенис               |                     |
| ЈПСЦ Олимп                                    | тенис               |                     |
| ФСФВ                                          | тенис               |                     |
| Београдска арена                              | кошарка             | такмичења           |
| СХ ФМП Баскет сити                            | кошарка             | тренинзи            |
| СХ ФМП Баскетланд                             | кошарка             | тренинзи            |
| ЦКС Шумице                                    | кошарка             | такмичења           |
| СХ ФПМ Железник                               | кошарка             | такмичења           |
| СХ Миленијум Вршац                            | кошарка             | такмичења           |
| СХ Зрењанин                                   | кошарка             | такмичења           |
| Хала Спортова                                 | кошарка             | такмичења           |
| СХ ОШ Ј. Ј. Змај Панчево                      | кошарка             | тренинзи            |
| СХ Спорт Еко                                  | кошарка             | тренинзи            |
| Београдски сајам, хала 3                      | теквондо            |                     |
| Београдски сајам, хале 3а и 6                 | теквондо            |                     |
| СЦ Бањица                                     | ватерполо           | такмичења           |
| ЈП СКЦ Обреновац                              | ватерполо           | тренинзи            |
| СРЦ Ташмајдан                                 | пливање             |                     |

- Стадион Партизана
- Београдска арена
- Стадион Црвена звезда
- Омладински стадион
- СРЦ Ташмајдан
- Хала Пионир
- Београдски сајам
- СПЕНС
- Центар Миленијум

## Спортови
| - Атлетика - Водени спортови - Ватерполо - Пливање - Скокови у воду - Ритмичка гимнастика |  | - Гимнастика - Кошарка - Мачевање - Одбојка - Стони тенис |  | - Стреличарство - Теквондо - Тенис - Фудбал - Џудо |

Планирано је било да се међу спортовима нађу и рвање, стрељаштво, веслање, кајак и кану на мирним водама, рукомет и карате, али се од тога одустало због трошкова.

## Најзначајнији догађаји

### Распоред такмичења
| Дан                 | Јун | Јул | Јул    | Јул | Јул | Јул   | Јул    | Јул    | Јул      | Јул  | Јул      | Јул    | Јул   | Укупно финала |
| Дан                 | 30  | 1   | 2      | 3   | 4   | 5     | 6      | 7      | 8        | 9    | 10       | 11     | 12    | Укупно финала |
| ------------------- | --- | --- | ------ | --- | --- | ----- | ------ | ------ | -------- | ---- | -------- | ------ | ----- | ------------- |
| Церемоније          |     | ●   |        |     |     |       |        |        |          |      |          |        | ●     |               |
| Атлетика            |     |     |        |     |     |       |        | ●      | ●● ●●●   | ●●●● | ●●●●●    | ●●●●●● | ●●●●● | 46            |
| Кошарка             |     |     |        |     |     |       |        |        |          |      |          | ●      | ●     | 2             |
| Мачевање            |     |     | ●●     | ●●  | ●●  | ●●    | ●●     | ●●     |          |      |          |        |       | 12            |
| Фудбал              |     |     |        |     |     |       |        |        |          |      | ●●       |        |       | 2             |
| Гимнастика          |     |     | ●      | ●   | ●●  | ●●●●● |        |        |          |      |          |        |       | 14            |
| Ритмичка гимнастика |     |     |        |     |     |       |        |        |          |      | ●●       | ●●●    |       | 8             |
| Џудо                |     |     |        |     |     |       |        | ●●     | ●●       | ●●   | ●●       | ●●     |       | 18            |
| Пливање             |     |     |        |     |     | ●●    | ●● ●●● | ●● ●●● | ●●● ●●●● | ●●   | ●●● ●●●● | ●●●●   |       | 40            |
| Ватерполо           |     |     |        |     |     |       |        |        |          |      |          | ●      | ●     | 2             |
| Скокови у воду      |     |     |        |     | ●●  | ●     | ●      | ●●     | ●        | ●    | ●●       |        |       | 12            |
| Теквондо            |     |     | ●● ●●● | ●●  | ●●  | ●●    | ●●     |        |          |      |          |        |       | 21            |
| Тенис               |     |     |        |     |     |       |        |        |          |      | ●●       | ●● ●●● |       | 7             |
| Стони тенис         |     |     |        |     |     |       | ●●     | ●      | ●●       | ●●   |          |        |       | 7             |
| Стреличарство       |     |     |        |     |     |       |        |        |          |      | ●●       | ●●●●   |       | 10            |
| Одбојка             |     |     |        |     |     |       |        |        |          |      | ●        | ●      |       | 2             |
| Финала              | —   | —   | 8      | 7   | 10  | 21    | 14     | 15     | 19       | 19   | 34       | 44     | 12    | 203           |
| Дан                 | 30  | 1   | 2      | 3   | 4   | 5     | 6      | 7      | 8        | 9    | 10       | 11     | 12    |               |
| Дан                 | Јун | Јул | Јул    | Јул | Јул | Јул   | Јул    | Јул    | Јул      | Јул  | Јул      | Јул    | Јул   |               |

## Биланс медаља укупно
| Плас.  | Држава                 | Злато | Сребро | Бронза | Укупно |
| ------ | ---------------------- | ----- | ------ | ------ | ------ |
| 1      | Русија                 | 27    | 22     | 27     | 76     |
| 2      | Народна Република Кина | 22    | 21     | 15     | 58     |
| 3      | Јужна Кореја           | 21    | 11     | 15     | 47     |
| 4      | Јапан                  | 20    | 21     | 32     | 73     |
| 5      | Сједињене Државе       | 13    | 13     | 13     | 39     |
| 6      | Украјина               | 7     | 11     | 13     | 31     |
| 7      | Кинески Тајпеј         | 7     | 5      | 5      | 17     |
| 8      | Италија                | 6     | 14     | 11     | 31     |
| 9      | Пољска                 | 6     | 10     | 8      | 24     |
| 10     | Србија                 | 5     | 5      | 9      | 19     |
| 11     | Аустралија             | 5     | 2      | 1      | 8      |
| 11     | Иран                   | 5     | 2      | 1      | 8      |
| 13     | Француска              | 4     | 8      | 9      | 21     |
| 14     | Белорусија             | 4     | 2      | 5      | 11     |
| 15     | Шпанија                | 4     | 0      | 6      | 10     |
| 16     | Мексико                | 3     | 5      | 5      | 13     |
| 17     | Немачка                | 3     | 3      | 11     | 17     |
| 18     | Уједињено Краљевство   | 3     | 1      | 3      | 7      |
| 19     | Швајцарска             | 3     | 1      | 1      | 5      |
| 20     | Холандија              | 3     | 0      | 2      | 5      |
| 20     | Португалија            | 3     | 0      | 2      | 5      |
| 22     | Канада                 | 2     | 7      | 6      | 15     |
| 23     | Јужноафричка Република | 2     | 2      | 5      | 9      |
| 23     | Турска                 | 2     | 2      | 5      | 9      |
| 25     | Бразил                 | 2     | 2      | 2      | 6      |
| 26     | Куба                   | 2     | 1      | 2      | 5      |
| 27     | Словенија              | 2     | 0      | 2      | 4      |
| 28     | Азербејџан             | 2     | 0      | 0      | 2      |
| 28     | Хонгконг               | 2     | 0      | 0      | 2      |
| 30     | Северна Кореја         | 1     | 3      | 4      | 8      |
| 31     | Мађарска               | 1     | 2      | 5      | 8      |
| 32     | Казахстан              | 1     | 2      | 4      | 7      |
| 33     | Нови Зеланд            | 1     | 2      | 1      | 4      |
| 33     | Румунија               | 1     | 2      | 1      | 4      |
| 35     | Чешка Република        | 1     | 1      | 4      | 6      |
| 36     | Кенија                 | 1     | 1      | 1      | 3      |
| 36     | Литванија              | 1     | 1      | 1      | 3      |
| 36     | Молдавија              | 1     | 1      | 1      | 3      |
| 36     | Сенегал                | 1     | 1      | 1      | 3      |
| 40     | Бугарска               | 1     | 0      | 1      | 2      |
| 41     | Хондурас               | 1     | 0      | 0      | 1      |
| 41     | Летонија               | 1     | 0      | 0      | 1      |
| 41     | Шведска                | 1     | 0      | 0      | 1      |
| 44     | Египат                 | 0     | 2      | 4      | 6      |
| 45     | Хрватска               | 0     | 2      | 1      | 3      |
| 45     | Монголија              | 0     | 2      | 1      | 3      |
| 45     | Вијетнам               | 0     | 2      | 1      | 3      |
| 48     | Тајланд                | 0     | 1      | 6      | 7      |
| 49     | Словачка               | 0     | 1      | 3      | 4      |
| 50     | Јерменија              | 0     | 1      | 2      | 3      |
| 50     | Белгија                | 0     | 1      | 2      | 3      |
| 52     | Израел                 | 0     | 1      | 1      | 2      |
| 53     | Алжир                  | 0     | 1      | 0      | 1      |
| 53     | Аустрија               | 0     | 1      | 0      | 1      |
| 53     | Еквадор                | 0     | 1      | 0      | 1      |
| 56     | Данска                 | 0     | 0      | 1      | 1      |
| Укупно | Укупно                 | 204   | 203    | 262    | 669    |